# Ariana Jollee
Ariana Jollee (ur. 29 września 1982 w Nowym Jorku) – amerykańska aktorka i reżyserka filmów pornograficznych.

## Życiorys

### Wczesne lata
Urodziła się na Long Island w stanie Nowy Jork jako córka Gila Davida, znanego na Long Island prezentera radiowego WHLI. Jej rodzina była  pochodzenia żydowskiego, rosyjskiego i włoskiego.

### Kariera
Do branży pornograficznej wstąpiła mając 20 lat w marcu 2003, promując się na swojej domowej stronie internetowej. Została zwerbowana przez kierownika produkcji z Anabolic Video. Jej pierwsze tytuły dla firmy to Buffy Malibu’s Nasty Girls 30 (2003) i Initiations 13 (2003).
W 2004 wyjechała do Pragi, aby zagrać w 65 Guy Creampie (2005) i w tym samym roku podpisała kontrakt z Anarchy Films i Python Pictures. Jako reżyserka debiutowała filmem dla Anarchy Films Narcyz (The Narcassist, 2004), gdzie także wzięła udział w scenie z Brianem Surewoodem, Tonym T. i Ottem Bauerem. Jollee wyreżyserowała również serię Mayhem Young Bung. Zastąpiła Lauren Phoenix jako reżyser, kiedy Phoenix opuściła produkcję.
Współpracowała niemal ze wszystkimi firmami dystrybuującymi branżowe filmy. Występowała we wszystkich możliwych konfiguracjach, także w Tajna agentka: Płomień miłości (Forbidden Passions, 2006) jako Carmela czy Misplaced (2007) jako Shelly czy produkcjach gonzo. Stała się znana z tego, że łamała na ekranie wszelkie granice seksualnego wyuzdania grając w scenach seksu grupowego, w tym podwójnej penetracji, anilingus, cunnilingus, creampie, ass to mouth, fisting, gang bang, bukkake, kobiecej ejakulacji, pissing czy seksu analnego z transseksualistami.
W 2005 została laureatką nagrody AVN Award za „najlepszą scenę seksu grupowego” w Orgy World 7 (2004) i zdobyła dwie nominacje w kategoriach: „wykonawczyni roku” i „najlepsza scena triolizmu” w Un-Natural Sex 11 (2003).
W 2006 była nominowana do AVN Award w czterech kategoriach: najlepsza scena seksu solo w Blu Dreams: Sweet Solos (2005), wykonawczyni roku, najbardziej skandaliczna scena seksu w Neo Pornographia 2: The Secret Tapes of Michael Ninn (2005) z Alexem Sandersem oraz najbardziej skandaliczna scena seksu w Swallow My Squirt 1 (2005) z Jake Malone, Kyle Stone i Tianą Lynn.
W 2007 otrzymała nominację do AVN Award w kategorii najlepsza scena seksu grupowego – wideo w Corruption (2006) z Lexi Bardot, Sandrą Romain, Jerrym, Tylerem Knightem, Annie Cruz, Sethem Dickensem, Kylie Ireland, Rickiem Mastersem, Derrickiem Pierce’em, Jordanem Styles i Vixen. W 2006 pracowała dla Kink.com w scenach sadomasochistycznych, takimi jak uległość, rimming, pegging, fisting analny i pochwowy, plucie i bicie z Annie Cruz, Isis Love i Harmony Rose.

## Życie prywatne
Była żoną reżysera filmów porno Chico Wanga (właściwie Inkyo Volt Hwang). Spotykała się też z Vicky Vette (2003) i Alektrą Blue (2006).

## Nagrody i wyróżnienia
| Rok  | Nagroda    | Kategoria                       | Film                                      | Inni wykonawcy |
| ---- | ---------- | ------------------------------- | ----------------------------------------- | --- |
| 2005 | AVN Award  | Najlepsza scena seksu grupowego | Orgy World #7 2004)                       | Mark Anthony, Asia, Angelica Costello, Destiny Deville, Alex Devine, Keiko, Tyler Knight, Byron Long, Luccia, Kayla Marie, Trinity Post, Daphne Rosen, Julian St. Jox, Staci Thorn i Melanie X. |
| 2005 | XRCO Award | Superzdzira roku                | –                                         | – |
| 2006 | Ninfa      | Najlepsze zdjęcia transwestyty  | Bang Bang She Male: Arianna Jollee (2005) | – |
| 2006 | XRCO Award | Superzdzira roku                | –                                         | – |